# TerreStar-1
TerreStar-1 – amerykański geostacjonarny satelita telekomunikacyjny firmy TerreStar, wystrzelony 1 lipca 2009. Najcięższy satelita geostacjonarny i telekomunikacyjny w historii (poprzedni rekord należał do ICO G-1). Zapewnia łączność na terenie Ameryki Północnej, w paśmie S, za pomocą 18 metrowej anteny. Statek pracuje nad południkiem 111°W. Szacowany czas działania wynosi 15 lat.
Zbudowany przez Space Systems/Loral w oparciu o platformę LS-1300S. 
Start miał miejsce pod koniec dwugodzinnego okna startowego, trwającego od 16:13 GMT. Przez pierwszą godzinę start wstrzymywały niekorzystne warunki atmosferyczne - silny wiatr. Później odliczanie było wstrzymywane dwukrotnie, o 17:12 (na 23 sekundy przed startem) i 17:34 - z powodu błędów infrastruktury stanowiska startowego.